# Cantón de Saint-Bonnet-de-Joux
El cantón de Saint-Bonnet-de-Joux era una división administrativa francesa, que estaba situada en el departamento de Saona y Loira y la región de Borgoña.

## Composición
El cantón estaba formado por ocho comunas:
- Beaubery
- Chiddes
- Mornay
- Pressy-sous-Dondin
- Saint-Bonnet-de-Joux
- Sivignon
- Suin
- Verosvres

## Supresión del cantón de Saint-Bonnet-de-Joux
En aplicación del Decreto n.º 2014-182 de 18 de febrero de 2014, el cantón de Saint-Bonnet-de-Joux fue suprimido el 22 de marzo de 2015 y sus 8 comunas pasaron a formar parte; cuatro del nuevo cantón de Charolles, tres del nuevo cantón de Cluny y una del nuevo cantón de La Chapelle-de-Guinchay.